# Carol Lay
Carol Lay, née en 1952 à Whittier en Californie, est une romancière, nouvelliste et auteure de bandes dessinées américaines.

## Biographie
Carol Lay est né aux États-Unis, à Whittier (Californie), en 1952. Elle  grandit dans la banlieue du comté d'Orange. Après ses études secondaires, elle entre à UCLA, elle y obtient son Bachelor of Fine Arts (beaux-arts). Elle s'essaie à différents genres, puis elle trouve sa vocation dans la bande dessinées, la caricature ; elle suit des cours intensifs en bandes dessinées. Elle travaille pour Hanna-Barbera comics, Western Publishing, DC et Marvel Comics et divers indépendants. Elle réalise des storyboards pour des vidéos rock, des longs métrages (Top Secret, Back to the Beach, entre autres) .
Elle se rend à New York où elle travaille pour des journaux et magazines tels que The Village Voice, Entertainment Weekly, Newsweek, The New York Times, The Wall Street Journal, The New Yorker, Mad Magazine, Worth Magazine, More, etc.
Carol Lay vit et travaille à Los Angeles.

## Publications
- Art Attack, Waylay Books, 2016
- Tourist Season, Waylay Books, 2016
- The One that Got Away, Waylay Comics, 2016
- The Big Skinny, Villard, 2013
- Carol Lay's Illiterature, BOOM! Studios, 2012
- Simpsons One-Shot Wonders: Li'l Homer #1, coécrit avec Tony DiGerolamo, Bongo Comics, 2012
- THE END?: A Story Minute Selection (Reformatted),  éd. Waylay Comics, 2011
- FAMILY JEWELS; A Story Minute Selection (reformatted),  éd. Waylay Comics, 2011
- OH, LAY!: A Story Minute Selection,  Waylay Comics, 2011
- Wonder Woman: Mythos, GraphicAudio, 2009
- The Big Skinny: How I Changed My Fattitude, Villard, 2008[5]
- Goodnight, Irene: The Collected Stories of Irene Van de Kamp, Last Gasp, 2007
- Strip Joint, Kitchen Sink Press, 1998
- Joy Ride And Other Stories, Kitchen Sink Press, 1996
- Now Endsville, Kitchen Sink Press, 1993
- Good Girls, éd. Fantagraphics, 1987

Elle contribue à l'ouvrage collectif Drawing Power : Women's stories of sexual violence, harassment and survival (Abrams Books), publié en 2019 et prix Eisner de la meilleure anthologie 2020, et à Balance ta bulle : 62 dessinatrices témoignent du harcèlement et de la violence sexuelle (Massot Éditions), paru en 2020.

## Prix et distinctions
- 1997 :  Lauréate du Will Eisner Comic Industry Awards